# Bernhard von Prittwitz

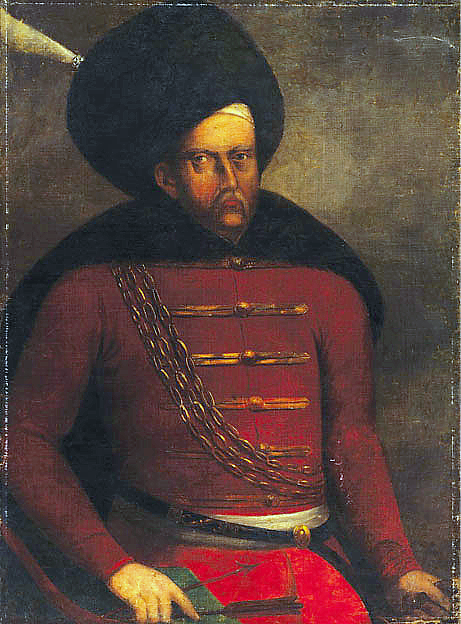
Bernhard von Prittwitz, der „Terror Tartarorum“, im Jahr 1541 (Original hing im Warschauer Königsschloss)

Bernhard von Prittwitz (auch Bernardus Pretwitz, Pret(t)ficz; * um 1500 in Schlesien; † 1561 in Trembowla) war ein schlesischer Offizier im Dienst der polnischen Krone aus dem Adelsgeschlecht derer von Prittwitz. Er war Gutsherr sowie Starost von Ulanów (heute Ulaniw), Bar (1540–1552) und Trembowla (1552–1561, heute Terebowlja).
Prittwitz war seinerzeit polnischer Nationalheld und erhielt nach seinen kriegerischen Erfolgen zwei Ehrennamen, die sich noch über Generationen gehalten haben: Bartłomiej Paprocki (1540–1614), der Begründer der polnischen Heraldik, bezeichnete ihn 1575 als Terror Tartarorum, den Schrecken der Tataren und Krzysztof Warszewicki (Varsevitius, 1543–1603) nannte ihn 1598 Murus Podoliae, die Mauer Podoliens, um an seinen erfolgreichen Kampf gegen die vielen Razzien der islamischen Krim-Tataren und Nogaier-Tataren, die im Budschak, Jedisan und Dobrudscha siedelten, zu erinnern.

## Familie
Prittwitz war der Sohn des Gutsbesitzers Peter von Prittwitz, Herr auf den Gütern Gaffron, Rippin, Mangschütz und Kraschen (Region Groß Wartenberg), Stronn (Region Oels), sowie Haideberg und Myslniów (Region Schildberg), und der Ludmila von Stwolinsky.
Der russische General der Kavallerie, Carl Baron von Prittwitz, erzählte später, er habe bei seinem langen Aufenthalt in Polen und speziell in Warschau wiederholt das Gerücht gehört, Bernhards Vater Peter sei bereits Woiwode von Podolien gewesen und habe mit Königin Bona Sforza, der Ehefrau von König Sigismund von Polen ein Liebesverhältnis gehabt. Dies sollte wohl die persönlichen Begünstigungen Bernhards durch Königin Bona begründen (siehe unten). Doch über die ausländische Königin gab es unzählige Gerüchte.
Angaben über seine erste Ehefrau sind nicht bekannt. Aus dieser Ehe hatte er einen Sohn Albert.
In zweiter Ehe war er 1551 mit Barbara Zawadzka, alias Branczlikowna, verheiratet, mit der er Sohn Jakob und eine Tochter hatte. Jakob wurde später Woiwode. Diese in Polen lebende Familie von Prittwitz starb sehr bald aus.

## Leben

### Polnischer Rittmeister (bis 1540)

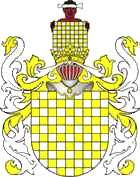
Das Wappen der Familie von Prittwitz und Gaffron, polnisches Stammwappen Wczele oder Szachownica (Schachbrett)

Prittwitz kam wohl schon in jungen Jahren aus Schlesien nach Polen und trat in den Dienst des polnischen Königs Sigismund I., der vor seinem Regierungsantritt Herzog von Glogau und Oppeln, sowie königlich-böhmischer Statthalter seines älteren Bruders, des Königs Vladislav von Böhmen und Ungarn in Schlesien gewesen war. Aus dieser Zeit können beide sich gekannt haben. Vielleicht auch, weil sein Vater Peter schon in polnischem Kriegsdienst gestanden hatte, da dieser zwei Güter in Polen besaß. Jedenfalls wird Sohn Bernhard bereits 1526 als Mann am polnischen Königshof erwähnt. Später diente er auch dessen Nachfolger Sigismund II. von Polen.
Im Jahr 1537 wird Prittwitz als königlicher Rittmeister und Kommandeur einer Schar von 120 Reitern genannt. Aber wohl schon seit 1530 versah er seinen Dienst im Grenzgebiet zum „Tatarenreich“. Als Tataren bezeichnete man damals alle Feinde des Christentums bzw. alle nicht christlichen Völker des Orients, vorwiegend die Türken. Die Stadt Bar wie auch die benachbarten Orte Trembowla und Ulanów waren schon in früheren Zeiten häufig von Tataren überfallen worden.
Bis 1538 muss Prittwitz sich bereits erste große Verdienste im Kampf gegen die Tataren und dadurch auch die Gunst von Königin Bona Sforza, einer Italienerin, errungen haben, denn die Königin erwirkte schließlich beim König, dass man entgegen der herrschenden Meinung dem „Ausländer“ Prittwitz im Jahr 1538 die großen Güter um Koniacyn, im heutigen Oblast Winnyzja schenkte. Doch immerhin hatten Prittwitz’ Gefechtserfolge zum Ergebnis, dass er 1538/1539 sogar vor dem polnischen Reichstag Bericht erstatten musste. Auch 1539 sorgte Königin Bona für weitere Begünstigungen: Man überließ Prittwitz Stadt und Schloss Scharawka (55 km nordwestlich von Bar) mit allen seinen Gütern zur lebenslangen Nutzung, ab 1550 als Eigentum.

### Starost von Ulanów, Bar und Trembowla (ab 1540)
Schließlich, im Jahr 1540, betraute Königin Bona ihn mit dem Amt des Starost von Bar, dessen Bezirk ihr selbst gehörte.
Zu einem „Starost“ (polnischer Landrat) wurden zu damaliger Zeit nur polnische Edelleute ernannt, die mit den in diesem Bezirk liegenden königlichen Gütern – meistens erblich – belehnt wurden. Sowohl in Friedens-, wie auch in Kriegszeiten war der Starost der Bezirkshauptmann, war also neben seinem Amt als Verwaltungschef gleichzeitig militärischer Oberbefehlshaber. So war die Bestellung eines „Ausländers“ wie Prittwitz zum Starost eine außerordentliche Auszeichnung. Wohl unter seinem Einfluss wurde 1540 der Stadt Magdeburger Stadtrecht verliehen.

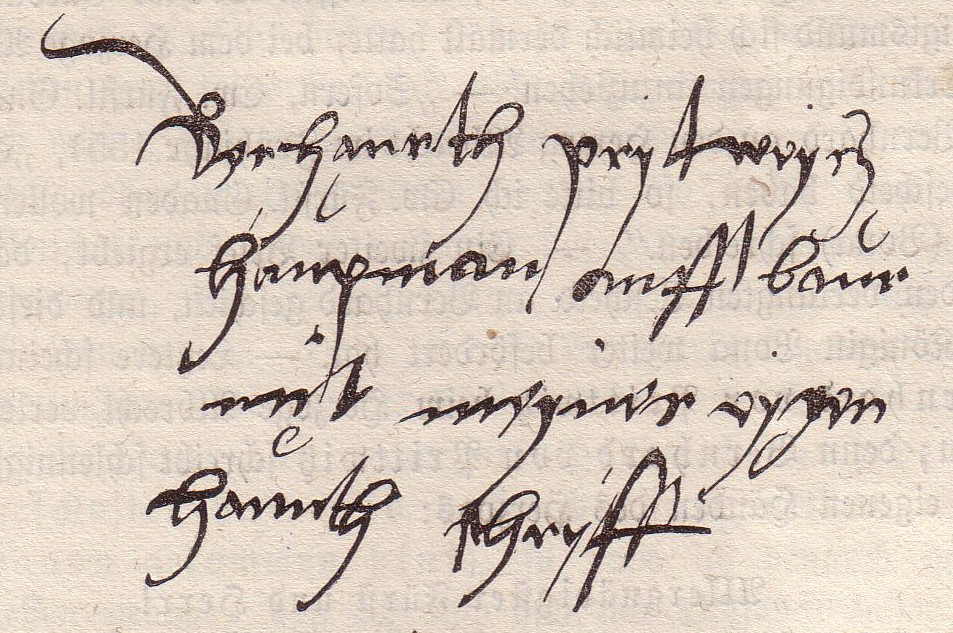
Unterschrift des Bernhard von Prittwitz als Hauptmann auf Bar im Jahr 1550: „Berhanrth prytwycz, Haupman auff baur mit meyner eygen Hannth schryff“

Prittwitz wurde „der Mann der Vorsehung für die podolischen Lande“ (Quelle: Pulaski): Die kleine Festung Bar bot Unterkunft und Verpflegung für nur 30 Mann. Deshalb baute Prittwitz allmählich ein neuartiges Verteidigungssystem auf. Aus Tscheremissen und Kosaken bildete er eine eigene Truppe von ca. 300 Mann, die er in kleineren, gut berittenen Gruppen in burgähnlichen Befestigungen in Dörfern der Umgebung unterbrachte. In den grenznahen Gebieten positionierte er außerdem Kundschafter. So machte es Prittwitz erstmals den Tataren unmöglich, polnische Siedlungen im Bezirk Bar wie bisher unerwartet zu überfallen. Denn durch das neue „Warnsystem“ war es nun möglich geworden, den „fliegenden Grenzschutz“ binnen kürzester Zeit an der gefährdeten Stelle zu konzentrieren. Neu war auch, dass der Feind sogar selbst angegriffen und verfolgt wurde, bis dieser aufgerieben, gefangen oder getötet war. Prittwitz soll im Laufe der Jahre mehr als 70 Gefechte mit den Tataren siegreich bestanden haben. Sein Abwehrsystem und seine Kampftechnik wurden deshalb von allen Kosaken übernommen. So wurde der Schlesier Prittwitz zu einem der ersten großen Kosaken-Führer.
Im März 1540 waren die Tataren bis zur Stadt Winnyzja im Norden Podoliens vorgedrungen. Prittwitz stellte sich ihnen mit einem kleinen Haufen Kosaken entgegen, trieb sie rund 100 km bis nach Otschakow im Jedisan zurück, damals einer der wichtigsten festen Plätze des Osmanischen Reiches am Schwarzen Meer, nahm ihnen reiche Beute ab und kehrte mit tatarischen Frauen und Kindern als Gefangene zurück. Im Jahr 1541 fiel Prittwitz erneut in die tatarischen Gebiete ein und stieß dabei bis nach Belgrad im Budschak vor. 1550 waren die Tataren, diesmal gemeinsam mit den Walachen, wieder ins polnische Podolien eingefallen und belagerten die mit mindestens 56 großen und 1.120 kleinen Hakenbüchsen gut mit Waffen ausgerüstete Festung Bar. Prittwitz wehrte diesmal nicht nur die Belagerung und die Angriffe zurück, sondern brachte den Tataren durch eigene Ausfälle eine große Niederlage bei.
Später, als König Sigismund II. August aus politischem Kalkül, ihm weitere Vergeltungszüge gegen die Tataren untersagte, sorgte Prittwitz stattdessen für bessere Grenz- und Stadtbefestigungen innerhalb seines Verantwortungsbereiches. Diese Sicherungsmaßnahmen waren Voraussetzung für den Beginn friedlicher Besiedlung. So bevölkerte sich unter dem Schutz des „glorreichen Starosten“ Prittwitz die gesamte Region von Bar und Winnyzja, es begannen Handel und Landwirtschaft zu blühen.
Während seiner Amtszeit soll im Bezirk Bar kein einziges Dorf von Tataren eingeäschert worden sein. Tatsache ist, dass in dieser Zeit zahlreiche Dörfer, Städte und Schlösser in Podolien neu entstanden sind.

## Schlesische Heimat
In allen Jahren hat Prittwitz seinen Kontakt zu seiner schlesischen Heimat und der eigenen Familie in Schlesien niemals abbrechen lassen. So ist z. B. Korrespondenz bekannt mit Herzog Albrecht I. von Brandenburg-Ansbach (1551/1552), dem Hochmeister des Deutschen Ordens oder mit dem Brieger Herzog Georg II. (1554). Auch besaß er in der Heimat das Gut Stronn, das er sich 1548 mit seinem Bruder Balthasar teilte.
Prittwitz hatte Herzog Albrecht von Preußen, dessen Mutter Sophie die Schwester von König Sigismund I. war, vielleicht am polnischen Hof kennengelernt. Oder er hatte als junger Mann bereits in des Herzogs Diensten gestanden; immerhin war er auch in Schlesien als Reiterführer bekannt. Prittwitz war dem Protestantismus gegenüber sehr aufgeschlossen – wie die gesamte Familie, die schon frühzeitig protestantisch wurde. Deshalb bemühte sich Prittwitz, zur Unterstützung des protestantischen Kampfes 12.000 Soldaten für Herzog Albrecht in Polen zu werben.

## „Terror Tartarorum“

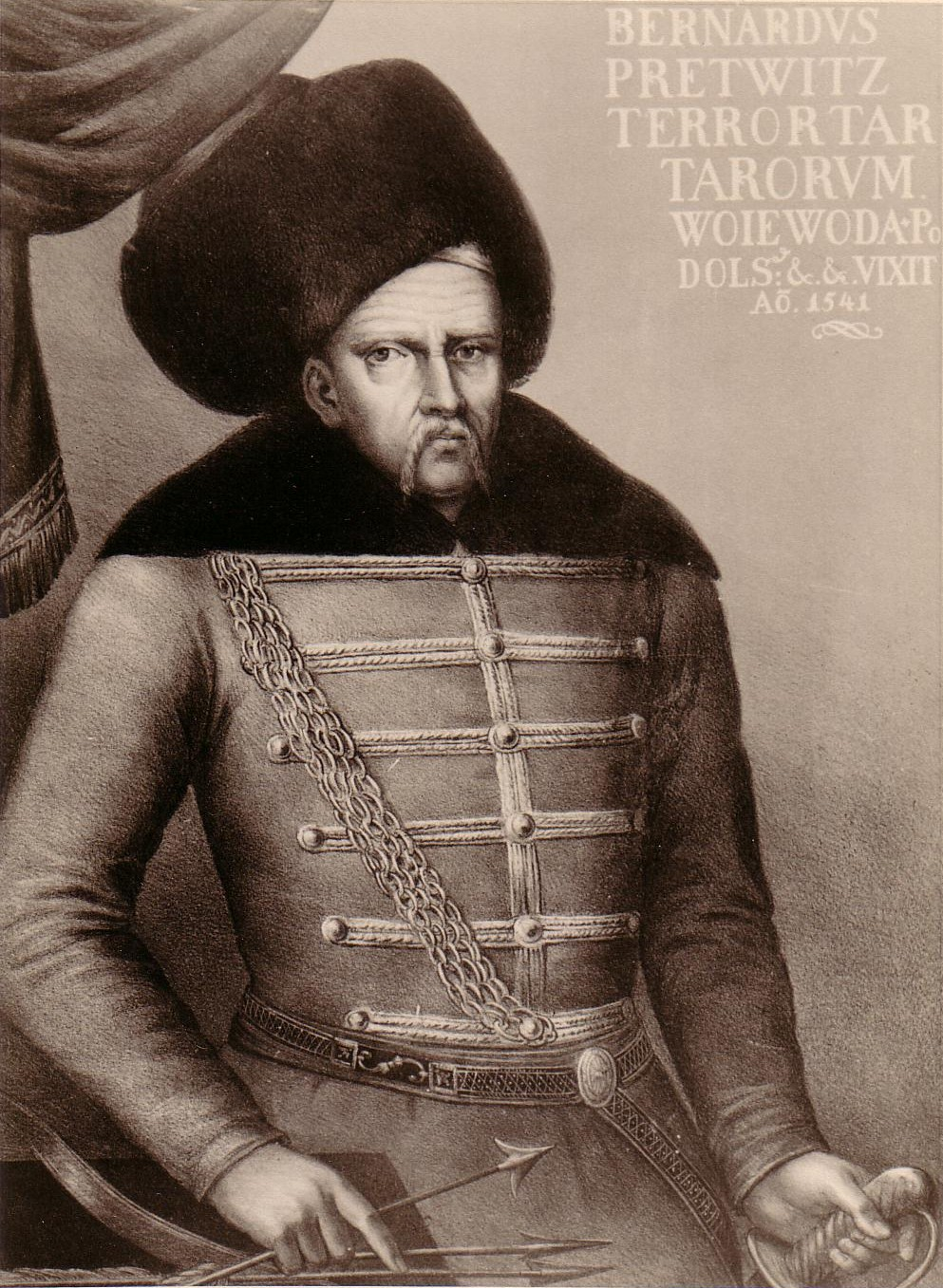
Bernhard von Prittwitz, „Terror Tartarorum“, im Jahr 1541 (Stich aus dem 19. Jahrhundert nach dem Originalgemälde)

Prittwitz’ siegreiche Kämpfe gegen die Tataren, die nach Jahrzehnten des Erduldens an der Grenze endlich die Bevölkerung Polens aufatmen ließen und einen Wendepunkt in der Tatarenabwehr darstellten, mussten größtes Aufsehen erregen. Er genoss deshalb schon zu seinen Lebzeiten größten Ruhm, größte Ehrfurcht und höchstes Ansehen – besonders bei der polnischen Jugend. So bat ein Enkel des Kastellans von Biecki, der als Edelknabe bei König Sigismund I. gedient hatte, ausdrücklich um die Erlaubnis, bei Prittwitz den Reiterdienst zu erlernen. Eine Legende berichtete später auch: „Gleich wie man vor Zeiten von Osowski und Prittwitz berichtete, dass man Kinder, die in der Wiege zu sehr schrien, mit deren Namen schreckte, damit sie stille wurden.“ (Quelle: Johann Sinapius).
Prittwitz starb 1561 in Trembowla. Doch noch nach seinem Tode sollen die Feinde beim bloßen Anblick polnischer Heerscharen die Flucht ergriffen haben – in dem Glauben, der „Terror Tartarorum“ befehlige sie noch immer. Ukrainische Kosaken sollen noch viele Jahre später in ihren Kriegsliedern den „Schrecken der Tataren“ besungen haben. Ein polnischer Chronist berichtete noch 1726, dass Prittwitz auch jetzt noch – 170 Jahre nach seinem Tod – in hohem Ansehen stünde. Und König Johann II. Kasimir soll ein Porträt des Prittwitz in seinem Zimmer aufgestellt haben.
Für seine militärischen Leistungen spricht auch, dass nur zwei Jahre nach Prittwitz’ Tod König Sigismund II. in Polen ein Stehendes Heer errichtete, um den erneuten Zerstörungen in den Grenzprovinzen durch die Tataren begegnen zu können, und noch lange nach seinem Tod der Reim „Za Pana Pretfica wolna od Tatar granica“ (Zu Prittwitz Zeiten war die Grenze frei von Tataren) in Polen sehr populär war.
Prittwitz’ Grabstein trug einst auf Latein die hier auf Deutsch zitierte Inschrift:
Wanderer, siehe, wie ungewiss des Menschen Wohnung ist;
aus Schlesien stammte ich;
Podolien lobt den Gestorbenen;
dem Heere habe ich die Kriegskunst gelehrt;
Tartaren, Türken und Walachen habe ich niedergemacht;
deshalb war ich dem großen König der Sarmaten, Sigismund I., teuer;
ich habe Ehrenbezeugungen erhalten und bin in aller Mund gefeiert;
nun werde ich durch diesen kleinen Erdhügel gedeckt,
von allen verlassen;
mir haben weder Schätze, noch Frömmigkeit, noch mein Schicksal geholfen;
nicht einmal mein Kriegführen nutzte mir etwas;
wenn du also fromm bist, bitte ich dich, des Prittwitz nicht zu vergessen, wenn du hier vorbeigehst.